# ミナルディ・M185
ミナルディ・M185 (Minardi M185) は、ミナルディが1985年のF1世界選手権参戦用に開発したフォーミュラ1カー。ミナルディがコンストラクターとして最初に開発したF1マシンである。デザイナーはジャコモ・カリーリ。決勝最高成績は8位。

## 開発と経緯
M185は、1984年イタリアグランプリでのF1参戦を目指しカリーリが設計したミナルディ・M184がベースとなっている。M184ではアルファロメオ製V8エンジンを搭載し、アレッサンドロ・ナニーニとピエルルイジ・マルティニによってテストも行われたが、アルファロメオ社長がミナルディとのF1プロジェクトに急な難色を示したため、1984年中のF1デビュー参戦計画は流れた。ジャンカルロ・ミナルディは計画を練り直し、1985年のデビューを目指してM185には自然吸気のコスワースV8エンジンが搭載された。M185はエンジンを載せ換えた以外はM184をほぼ引き継いでいる。

### 1985年シーズン
ミナルディは正式に、ピエルルイジ・マルティニの1台体制で1985年のF1世界選手権にエントリー登録した。当初はナニーニの1台体制で参戦するつもりだったが、FISAがナニーニへのスーパーライセンス発給を認めなかったため、前年にスポット参戦でF1デビューしライセンス上問題が無かったマルティニの起用となった。
1985年の開幕戦ブラジルGPで、ミナルディチームはM185によってF1実戦デビューした。序盤の2戦は自然吸気のフォード・コスワース・DFVエンジンを搭載したが、第3戦サンマリノGPからモトーリ・モデルニのV6ターボを搭載した。このエンジンは元フェラーリ、アルファロメオのエンジン設計技師であるカルロ・キティが、アルファロメオのモータースポーツ部門「アウトデルタ」から独立し、自らの会社「モトーリ・モデルニ」を設立してわずか5ヶ月という期間で作り上げてしまったエンジンだった。バンク角90度のV型6気筒エンジンにKKK製ツインターボを装着した。
しかしM185は決勝レースを完走することに苦労した。マシンの信頼性の低さ、マルティニのF1での経験不足からリタイアを繰り返し、第9戦西ドイツGPでようやく初完走を果たす。その後は第13戦ベルギーGPで12位、第16戦オーストラリアGPで8位（完走8台の最下位）と、全16戦で3度しか完走できず、選手権ポイントを獲得することはできなかった。

### 1986年シーズン
翌1986年は改良型のM185Bが投入された。チームは2台エントリーとなり、キャリア豊富なアンドレア・デ・チェザリスがNo.1ドライバーとして加入した。2台目には前年にライセンス問題でF1デビューを見送ったアレッサンドロ・ナニーニにスーパーライセンスが認められ、ついにF1への参戦権利を得た。しかしB185は特にモトーリモデルニのエンジン関連のトラブルが多く、この年もリタイアを繰り返した。デ・チェザリスはM185Bでは一度も完走することなく、ドイツGPから新車M186に乗ることになった。チームはM186を同年中1台しか完成できなかったため、ナニーニは最終戦までM185Bで参戦した。ナニーニは第15戦メキシコGPで完走し14位に入った。チームはこの年もポイントを獲得することはできなかった。
翌1987年開幕戦までにチームはM186を3台追加で完成させることに注力し、1987年の準備を整えることに成功したため、M185Bの参戦は終了した。

## F1における全成績
(key) （太字はポールポジション）
| 年     | シャシー | エンジン                                        | タイヤ | No. | ドライバー     | 1   | 2   | 3   | 4   | 5   | 6   | 7   | 8   | 9   | 10  | 11  | 12  | 13  | 14  | 15  | 16  | ポイント | 順位 |
| ------ | -------- | ----------------------------------------------- | ------ | --- | -------------- | --- | --- | --- | --- | --- | --- | --- | --- | --- | --- | --- | --- | --- | --- | --- | --- | -------- | ---- |
| 1985年 | M185     | フォード コスワース DFV モトーリ・モデルニ, V6T | P      |     |                | BRA | POR | SMR | MON | CAN | DET | FRA | GBR | GER | AUT | NED | ITA | BEL | EUR | RSA | AUS | 0        | -    |
| 1985年 | M185     | フォード コスワース DFV モトーリ・モデルニ, V6T | P      | 29  | マルティニ     | Ret | Ret | Ret | DNQ | Ret | Ret | Ret | Ret | 11  | Ret | Ret | Ret | 12  | Ret | Ret | 8   | 0        | -    |
| 1986年 | M185B    | モトーリ・モデルニ Tipo 615-90 1.5, V6T         | P      |     |                | BRA | ESP | SMR | MON | BEL | CAN | DET | FRA | GBR | GER | HUN | AUT | ITA | POR | MEX | AUS | 0        | -    |
| 1986年 | M185B    | モトーリ・モデルニ Tipo 615-90 1.5, V6T         | P      | 23  | デ・チェザリス | Ret | Ret | Ret | DNQ | Ret | Ret | Ret | Ret | Ret |     |     |     |     |     |     |     | 0        | -    |
| 1986年 | M185B    | モトーリ・モデルニ Tipo 615-90 1.5, V6T         | P      | 24  | ナニーニ       | Ret | DNS | Ret | DNQ | Ret | Ret | Ret | Ret | Ret | Ret | Ret | Ret | Ret | Ret | 14  | Ret | 0        | -    |

## 参照
1. ↑  M184 Archivi ミナルディ公式ウェブサイト
2. ↑  DRIVERS WHO ALMOST MOVED TOWARDS MINARDI UNRACED F1 2019年8月11日
3. ↑  The history of the Minardi Team ミナルディ公式ウェブサイト
4. ↑  明日のトップコンストラクターを夢見る新興チームたち Minardi M186 (1986-87) MOTOR GRAPHIX F-1 月刊モデルグラフィックス別冊 77頁 大日本絵画 1987年11月30日発行
5. ↑  シーズン開幕2戦のみで使用された